# ییرژی مادل
ییرژی مادل (چکی: Jiří Mádl؛ زادهٔ ۲۳ اکتبر ۱۹۸۶) بازیگر و کارگردان فیلم اهل جمهوری چک است.
از فیلم‌هایی که وی در آن نقش داشته است، می‌توان به باتوری، شب‌زنده‌داران و دیدن دریا اشاره کرد.